# ۱۲۷۴ (میلادی)
۱۲۷۴ (میلادی) هزار و دویست و هفتاد و چهارمین سال تقویم میلادی است.

## درگذشتگان
- ۷ مارس – تامس آکویناس، نویسنده و فیلسوف ایتالیایی (ز. ۱۲۲۵)